# ケロロランド
『ケロロランド』は、かつて角川書店が発行していた、吉崎観音による日本の漫画作品『ケロロ軍曹』を専門に取り扱う幼年向け漫画雑誌。略称は「ケロラン」。

## 概要
2004年7月23日に創刊。発行当初は季刊だったが、2005年6月15日から偶月刊となった。創刊以来長らく『月刊少年エース』（以下「少年エース」）の増刊誌として発行されていたが、Vol.28からは『ケロケロエース』の増刊誌に移行している。2012年11月6日をもって休刊した。
毎号、特別付録や応募者全員サービスがある。原作漫画以外にもテレビアニメ版をはじめとするメディアミックス作品群に関する情報などが掲載されている。
テレビCMのナレーションはケロロ役の渡辺久美子が担当している。

## 主なコーナー
号によってはコーナー名が変更されることがある。

### 漫画・イラスト関連
描き下ろしへっぽこ漫画
原作者による描き下ろしの漫画。ページ数は少年エース版より少なめとなっていることが多い。本誌掲載分は少年エース掲載分と共に原作単行本に収録されている。
再録漫画
過去に少年エースで掲載された原作漫画の再録版。サブタイトルがすべて平仮名に変更されることがある。
ケロロ軍曹4コマ大集合であります!
アシスタントや同人作家らによる4コマ漫画作品。単行本化もされている（#4コマ漫画単行本を参照）。
ケロロ軍曹クイズバトル
テレビアニメ版の1エピソードをもとにしたクイズ漫画。迷路や間違い探しなどが収録されている。
メディアミックス漫画
『武者ケロ』や『ケロロクエスト』などの、『ケロロ軍曹』のメディアミックス作品の漫画。
ケロロねんど劇場
石田卓也によるクレイアニメの漫画。本誌のテレビCMにも起用されている。

### 投稿企画
新隊員大募集
本誌の読者が考案したオリジナルケロン人を「ケロロ小隊の新隊員」として募集するコーナー。優秀作品は原作者の吉崎観音によってクリンナップされる。クリンナップされたケロン人の一部は『あの頃ケロロ軍曹』とテレビアニメ版に登場しており、テレビアニメ版に登場する者はジョリリを除きシュララ軍団のメンバーとして登場する。
| 号     | ケロン人                                         | ケロン人                                         | ケロン人                                         |
| ------ | ------------------------------------------------ | ------------------------------------------------ | ------------------------------------------------ |
| 冬号   | サルル*                                          | アルル*                                          | グルル                                           |
| 春号   | ゲルル[ep 1]                                     | はなな*[注 1]                                    | ロボボ*[ep 2]                                    |
| Vol.1  | ゴルル*                                          | ゴロロ                                           | エルル*                                          |
| Vol.2  | メララ                                           | ドクク*[ep 3]                                    | リララ*                                          |
| Vol.3  | メタタ*                                          | サママ                                           | オヨヨ                                           |
| Vol.4  | ニョロロ                                         | ピロロ*                                          | ヌイイ*[ep 4]                                    |
| Vol.5  | フィルル*                                        | プタタ*[ep 5]                                    | トリリ*                                          |
| Vol.6  | マハハ*                                          | ムカカ*                                          | ギタタ*                                          |
| Vol.7  | フォルル                                         | シスス                                           | シュララ[ep 6]                                   |
| Vol.8  | ギョロロ[ep 7]                                   | プララ                                           | クワワ                                           |
| Vol.9  | ファララ                                         | チャナナ*                                        | カゲゲ*[ep 8]                                    |
| Vol.10 | ウシシ*                                          | リポポ                                           | ジョリリ*[ep 9]                                  |
| Vol.11 | メケケ*[ep 10]                                   | パムム                                           | ユキキ*[ep 11]                                   |
| Vol.12 | カネネ                                           | ミョウウ*                                        | カブブ*                                          |
| Vol.13 | ギターマン ウタタ                                | タココ*                                          | パテテ                                           |
| Vol.14 | フォレレ                                         | リフフ[名前 1]                                   | ペギギ                                           |
| Vol.15 | キュララ                                         | フララ                                           | ヨボボ                                           |
| Vol.16 | ナババ                                           | カリリ                                           | ラジジ                                           |
| Vol.17 | ニュガガ                                         | モノノ[名前 2]                                   | ヨツツ                                           |
| Vol.18 | デスス                                           | ボロロ                                           | ヒカカ                                           |
| Vol.19 | クノノ                                           | スパパ                                           | ベリリ                                           |
| Vol.20 | キュブブ                                         | ジゾゾ                                           | トララ                                           |
| Vol.21 | マイイ                                           | パツツ                                           | イディディ                                       |
| Vol.22 | ミュジジ                                         | わらら                                           | トナナ                                           |
| Vol.23 | ウララ                                           | ポリリ                                           | ヒロロ[名前 3]                                   |
| Vol.24 | ペケケ                                           | セジュジュ                                       | ヘララ                                           |
| Vol.25 | シハハ[名前 4]                                   | シママ                                           | バララ                                           |
| Vol.26 | ラキキ[名前 5]                                   | ブロロ                                           | カギギ                                           |
| Vol.27 | ウロロ&ロココ                                    | ガチャチャ                                       | チュリリ                                         |
| Vol.28 | ザココ[名前 6]                                   | ボトト[名前 7]                                   | グレレ[名前 8]                                   |
| Vol.29 | メクク                                           | カボボ                                           | チビビ                                           |
| Vol.30 | 江戸戸（えどど）                                 | アメメ                                           | ジュエエ                                         |
| Vol.31 | ハレレ                                           | チャクク                                         | ルブブ[名前 9]                                   |
| Vol.32 | コポポ                                           | ヘヴィヴィ                                       | エヌヌ&エスス                                    |
| Vol.33 | ショギギ                                         | ツララ                                           | シササ・シシシ                                   |
| Vol.34 | スミミ                                           | コママ[名前 10]                                  | しまま[注 2]                                     |
| Vol.35 | アミミ[名前 11]                                  | ウィルル                                         | ムンン[名前 12]                                  |
| Vol.36 | （「ケロロ秘密基地」リニューアル報告のため休止） | （「ケロロ秘密基地」リニューアル報告のため休止） | （「ケロロ秘密基地」リニューアル報告のため休止） |
| Vol.37 | ケイイ                                           | ペケケ[注 3]                                     | アノノ                                           |
| Vol.38 | コタタ                                           | ラルル[名前 13]                                  | アリリ                                           |
| Vol.39 | ミシシ                                           | エレレ                                           | シキキ                                           |
| Vol.40 | ふわわ                                           | ギヌヌ                                           | チョキキ                                         |
| Vol.41 | レロロ                                           | ちゅらら                                         | ヤドド                                           |
| Vol.42 | キュピピ[名前 14]                                | ディググ[名前 15]                                | モナナ                                           |
イラストコーナー
テーマに沿って読者からのイラストを募集し、紹介するコーナー。
みんなのおたより
読者からの『ケロロ軍曹』に関するエピソードや作品への感想・質問などを掲載するコーナー。原作漫画・4コマ漫画の欄外に掲載されている。

### その他の内容
ケロロ軍曹アニメNEWS
テレビアニメ版の放送予定やストーリーのあらすじなどを紹介するコーナー。ストーリーにちなんだ描き下ろしのイラストも掲載される。
ケロログッズ情報局、ケロロ☆マーケット
『ケロロ軍曹』の玩具やグッズなどを紹介するコーナー。
ケロロニュース
『ケロロ軍曹』に関連するニュースを掲載したコーナー。
最新ペコポン情報局
『ケロロ軍曹』以外の玩具やコンピュータゲームなどを紹介するコーナー。
ちびっこケロロランド
前述した内容の一部をまとめたコーナー。漢字のみならず片仮名にも振り仮名が振られており、低年齢層に向けた配慮がなされている。

## 4コマ漫画単行本
本誌に掲載された4コマ漫画の単行本。連載された漫画を作家順にまとめ、描き下ろしのカラーページを加えたものである。内容は『ケロロ軍曹』の公式アンソロジーコミックといえるものとなっている。
- 『ケロロ軍曹 4コマ大集合であります!』角川書店〈カドカワコミックス・エースエクストラ〉、全3巻
  1. 「ケロロ軍曹 4コマ大集合であります! その1」 2006年2月22日発行（同日発売[2]）、ISBN 9784047137981
  2. 「ケロロ軍曹 4コマ大集合であります! その2」 2007年2月22日発行（同日発売[3]）、ISBN 9784047139138
  3. 「ケロロ軍曹 4コマ大集合であります! その3」 2007年7月24日 発行（同日発売[4]）、ISBN 9784047139718
- 『ケロロ軍曹4コマまんが』角川書店〈カドカワコミックス・エース〉、全4巻
  1. 「ケロロ軍曹4コマまんが ケロロとたのしいなかまたちであります!」2008年2月22日発行（同日発売[5]）、ISBN 9784047150355
  2. 「ケロロ軍曹4コマまんが ケロロとこりないたいいんたちであります!」2008年11月21日発行（同日発売[6]）、ISBN 9784047151390
  3. 「ケロロ軍曹4コマまんが ケロロとへっぽこペコポン人たちであります!」2009年2月24日発行（同日発売[7]）、ISBN 9784047151888
  4. 「ケロロ軍曹4コマまんが ケロロとゆかいなおともだちであります!」2010年2月24日発行（同日発売[8]）、ISBN 9784047153929

## 増刊号・派生誌
夏の特別号
2010年9月に発行された夏季のスペシャル号。シリーズでは初となる特別号数で発行された。同年公開のプラネタリウム作品『超投影版ケロロ軍曹 星空をとりもどせ!太陽系大追跡であります!』に併せて発行された増刊でもあり、当作の情報と天体観測に関する情報が載っている。付録はケロロ特製の星座早見盤。
ミニケロランド
2010年2月27日公開の映画『超劇場版ケロロ軍曹 誕生!究極ケロロ 奇跡の時空島であります!!』及び『超電影版SDガンダム三国伝 BraveBattleWorriors』の入場者特典雑誌として発行された特別版。非売品。特別付録は『ケロロクエスト』内で使える究極ケロロのカードと『SDガンダム三国伝 BraveCardBattle』内で使える劉備ガンダムのカード。
熊本市特集号
2013年発行の熊本県における出張版。熊本市のイベントで貰えた特別雑誌。